# Conan the Barbarian (1982)

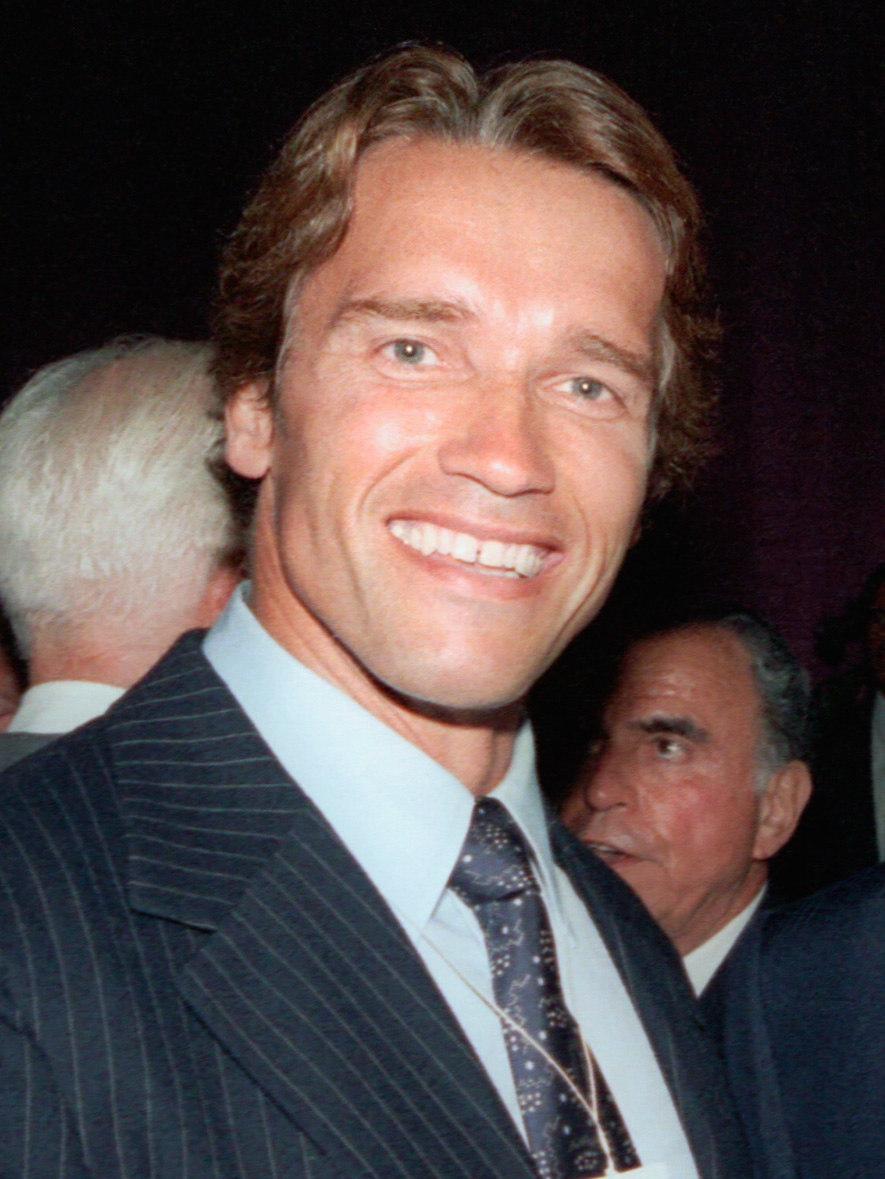
Arnold Schwarzenegger (1984)

Conan the Barbarian is een Amerikaanse actiefilm uit 1982 van regisseur John Milius met in de hoofdrollen, Arnold Schwarzenegger, James Earl Jones en Sandahl Bergman.
Het scenario van de film is gebaseerd op de verhalen uit de jaren 1920 - 1930 over Conan de Barbaar van de Amerikaanse auteur van avontuur, fantasy en Sword & Sorcery pulpverhalen Robert E. Howard.
Conan the Barbarian wordt gezien als de film waarin bodybuilder Arnold Schwarzenegger doorbrak als acteur. De film was een groot succes in de bioscopen en behaalde een omzet van 68 miljoen dollar op een budget van 20 miljoen.

## Verhaal
Conan moet als jongen de vernietiging van zijn geboortedorp en de moord op zijn ouders aanzien. Het symbool op standaards van de invallers, twee slangen die elkaar aankijken, grift zich in het geheugen van de jongen. Hij wordt met de andere kinderen weggevoerd en als slaaf verkocht. Hij groeit uit tot een grote, sterke man en wordt opgeleid tot gladiator. Uiteindelijk geeft zijn eigenaar hem de vrijheid.
Conan gaat op zoek naar het slangensymbool. Op zijn zwerftocht ontmoet hij de dieven Subotai en Valeria, waarmee hij verder reist. Uiteindelijk ontdekt hij dat de slangen het symbool zijn van een sekte onder leiding van Thulsa Doom. Koning Osric van het land biedt hen een fortuin als ze zijn dochter uit de klauwen van Thulsa Doom redden. De speurtocht leidt Conan naar de Berg der Macht, waar hij de moordenaar van zijn ouders probeert op te sporen. Hij wordt herkend en aan de Boom der Smarten gekruisigd en achtergelaten voor de gieren. Net voordat hij de geest geeft, wordt Conan gered door Subotai en Valeria, die hem naar een tovenaar brengen, die hem geneest.
De drie keren terug naar de berg, waar ze erin slagen de koningsdochter ontvoeren. Maar bij hun vlucht wordt Valeria dodelijk getroffen door een slangpijl van Thulsa Doom, waarna ze sterft. Thulsa Doom begint dan zijn troepen te verzamelen om de tegenaanval in te zetten. Conan, Subotai en de tovenaar bereidden zich voor op Thulsa Doom's troepen en slagen erin zijn troepen te verslaan (met de hulp van Valeria's geest). Alleen Doom zelf kan terug naar zijn berg vluchten. Met behulp van de koningsdochter weet Conan de berg binnen te sluipen en doodt Thulsa Doom door hem te onthoofden voor de ogen van zijn volgelingen. Zijn volgelingen raken geschokt en besluiten hun geloof af te werpen, waarna ze de berg verlaten. Conan vernietigt daarna Dooms slangentempel door het in brand te steken.
In de epiloog wordt verteld dat Conan koning is geworden.

## Rolverdeling
| Acteur                | Personage                       |
| --------------------- | ------------------------------- |
| Arnold Schwarzenegger | Conan de Barbaar                |
| James Earl Jones      | Thulsa Doom                     |
| Sandahl Bergman       | Valeria                         |
| Gerry Lopez           | Subotai                         |
| Mako Iwamatsu         | Akiro de tovenaar               |
| Cassandra Gava        | De heks (als Cassandra Gaviola) |
| Ben Davidson          | Rexor                           |
| Sven-Ole Thorsen      | Thorgrim                        |
| Max von Sydow         | Koning Osric                    |
| Valérie Quennessen    | De prinses                      |
| William Smith         | Conans vader                    |
| Luis Barboo           | Roodharige gladiatoreneigenaar  |
| Franco Columbu        | Pict verkenner                  |
| Jack Taylor           | Priester                        |
| Nadiuska              | Conans moeder                   |
| Jorge Sanz            | Jonge Conan                     |

## Voorgeschiedenis

### Robert E. Howard
In de jaren dertig publiceerde schrijver Robert E. Howard een groot aantal verhalen in diverse genres zoals westerns en avonturenverhalen. In 1926 schreef hij de "The Shadow Kingdom" waarin hij elementen van fantasy, horror, mythologie combineerde met geschiedenis, romantiek, magie, actie en zwaardgevechten. Het werd een heel nieuw genre dat later sword & sorcery zou gaan heten. Howard voerde een barbaar, Kull, op als hoofdrolspeler. Het tijdschrift Weird Tales publiceerde het verhaal en al snel bleek de avonturen van Kull een schoot in de roos. In 1932 tijdens een reis door Texas bedacht Howard een nieuwe held, Conan, weer een barbaar. In december 1932 verscheen het eerste verhaal van Conan "The Phoenix on the Sword" in Weird Tales. Conan was een instant hit en zou de hoofdrol vervullen in verhalen van Howard tot de dood van de auteur in 1936. Conan leeft in een wereld, Hyboria in een tijdperk tussen de ondergang van Atlantis en onze beschaving. In de verhalen is sprake van mythische elementen, mysterieuze koninkrijken met begeerlijke prinsessen en veel bloedvergieten. Met de dood van Howard zakte ook Conan langzaam weg in de belangstelling.

### Wederopstanding
In de jaren zestig van de twintigste eeuw kreeg Conan een tweede leven, toen auteurs L. Sprague de Camp en Lin Carter aan een serie romans begonnen met de barbaar in de hoofdrol. Sprague de Camp en Carter probeerden de stijl van Robert E. Howard te imiteren en slaagden erin om Conan opnieuw een succes te maken. Wat bijdroeg aan de successen waren de omslagontwerpen van kunstenaar Frank Frazetta die de definitieve Conan neerzette, een viriele, bijlzwaaiende bodybuilder met een woeste haardos. Het succes van de Conanromans leidde in 1970 tot plannen voor verfilming. Producenten Edward R. Pressman en Edward Summer deden er twee jaar over om de filmrechten te bemachtigen. De rechten op Conan waren in het bezit van Lancer Books, maar nadat deze firma onder curatele was geplaatst, werden ook de rechten bevroren. Sprague de Camp richtte met Glenn Lord Conan Properties op en begon een rechtszaak over de rechten. Uiteindelijk kocht Pressman de rechtszaak af voor 100.000 dollar en kreeg van het dankbare Conan Properties de filmrechten voor 7.500 dollar. Het idee was om in 1975 te beginnen met de opnamen en bodybuilder Arnold Schwarzenegger werd vastgelegd voor de hoofdrol. Scenarist Oliver Stone werd aangetrokken voor het scenario.

### John Milius
Ondanks het falen van Pressman om de film gefinancierd te krijgen, was er in Hollywood wel degelijk aandacht voor "heroïsche avonturen in fabellanden". Dit was te danken aan het immense succes van Star Wars van George Lucas uit 1977. De avonturen van Luke Skywalker "in een melkwegstelsel, ver van ons verwijderd", waren zo succesvol dat Hollywood gelijk op zoek ging naar gelijkwaardige werelden. Het succes van Conan door herdrukken van de Conanromans met de originele omslagen van Franzetta en stripversie uitgegeven door Marvel had al de aandacht getrokken. Regisseur John Milius, die bekendheid verwierf als scenarist van onder andere Dirty Harry had belangstelling om een Conanfilm te maken. Milius was een buitenbeentje in het over het algemeen linkse Hollywood. Als lid van the National Riffle Association, een kenner van militaire geschiedenis en overtuigd republikein, zag hij Conan als een exponent van loners als Dirty Harry Callahan en Paul Kersey in Death Wish. Mannen die het recht in eigen handen nemen en het extreme geweld niet schuwen om de wereld te redden van de slechteriken. Samen met zijn vaste producent Buzz Feitshans benaderde Milius producent Pressman. Maar al snel kregen de drie ruzie over verschillende onderdelen van het Conanproject en de samenwerking werd gestopt.

### Geen geld
Pressman bereikte een deal met Paramount Pictures voor een budget van 2,5 miljoen dollar voor de verfilming van Conan. Pressman ging nu aan het werk om de film te realiseren. Hij zette Oliver Stone aan het werk en benaderde Frank Frazetta voor de decors, aankleding en kostuums. Maar Franzetta vroeg te veel, waarna Pressman ontwerper Ron Cobb inhuurde. Cobb bekend van de ontwerpen voor de film Alien maakte een aantal tekeningen en schilderijen voor de film. Inmiddels had Oliver Stone het scenario van Conan the Barbarian voltooid. Al snel bleek dat het budget voor de verfilming op basis van Stone's scenario op 40 miljoen dollar uitkwam. Paramount trok hierop de stekker uit het project. Het eigen productiebedrijf van Pressman kwam in financiële problemen, terwijl onderwijl andere studio's het Conanproject bleven afwijzen. Groot probleem was het ontbreken van een geschikte regisseur. Oliver Stone werd overwogen, net als Joe Alves de second unitregisseur van Jaws, maar zij bleken te onervaren. De regisseur van "Alien", Ridley Scott weigerde, waarna Pressman nogmaals contact opnam met John Milius. De laatste had de ontwerpen voor Conan van Cobb gezien en dit had andermaal zijn interesse opgewekt. Nu kwamen Pressman en Milius wel tot een akkoord. Milius zou regisseren en het scenario herschrijven. Maar de financiering bleef nog steeds de achilleshiel van de productie.

### Dino De Laurentiis
Milius stond nog altijd onder contract bij de beroemde producent Dino De Laurentiis voor het maken van een film, al was er nog niet vastgesteld welke film dat zou zijn. Samen met Pressman benaderde Milius De Laurentiis met het idee om Conan the Barbarian te kiezen. Na een jaar van onderhandeling kwamen Pressman en De Laurentiis tot een overkomst waarin werd vastgelegd dat ze Conan samen gingen produceren. De Laurentiis zou het project financieren en produceren en Pressman zou het laatste woord hebben over veranderingen in het scenario, het aanstellen van de regisseur en het vastleggen van de acteurs. In ruil hiervoor zag hij af van claims op de winst die de film zou maken. Al snel delegeerde De Laurentiis het productiewerk voor Conan aan zijn dochter Raffaella De Laurentiis en Buzz Feitshans. John Milius werd begin 1979 aangesteld als regisseur en Ron Cobb als ontwerper. Universal Pictures zou de film gaan distribueren en stelde een budget van 17,5 miljoen dollar beschikbaar met een aanvullend promotiebudget van 12 miljoen dollar.

## Scenario

### Roy Thomas
De eerste ideeën voor een scenario voor Conan the Barbarian ontstonden in 1976. Producent Edward Summer schreef samen met Roy Thomas een verhaallijn. Thomas was de bedenker en schrijver van de stripversie van Conan, zoals uitgegeven door Marvel. Uitgangspunt voor de verhaallijn en het voorlopige scenario was het Conanverhaal "Rogues in the House" van Robert E. Howard en zou gaan over een "onbetrouwbare priester die Conan wilde inhuren om een slechte tovenaar te doden". Maar met de aanstelling van Oliver Stone als scenarioschrijver verdween de oerversie van Thomas en Summer van het toneel.

### Oliver Stone
Oliver Stone zou in 1978 een Oscar krijgen voor zijn scenario voor Midnight Express van Alan Parker en er werd gezien als een van aanstormende talenten in Hollywood. Maar Stone had ook een andere kant, hij gebruikte in die jaren cocaïne en kalmerende middelen, een verslaving die zich ook uitte als hij aan het werk was. Het scenario voor Conan the Barbarian werd geschreven onder invloed van cocaïne, hetgeen resulteerde in een scenario dat John Milius omschreef als een "ultieme koortsachtige drugsdroom". De eerste versie van zijn scenario voltooide Stone begin 1978. Hij baseerde zich op twee andere verhalen van Howard over Conan, "Black Colossus" en "A Witch Shall be Born". Het scenario leverde een film op van vier uur, waarin Conan het rijk van een mooie prinses verdedigt. Opmerkelijk was de achtergrond van het verhaal, Stone had het Hyboriaanse tijdperk van Howard ingeruild voor een wereld in de toekomst, terugvallen tot een barbaarse staat na een grote ramp. Conan leidt het leger van de prinses in de strijd tegen een horde van 10.000 mutanten.

### De derde versie
Nadat John Milius was aangesteld als regisseur begon hij met het herschrijven van het scenario van Stone. Hoewel Stone op de aftiteling wordt vermeld als scenarist, bleef er van zijn originele scenario weinig over. Milius schrapte de tweede helft van Stone's verhaal en handhaafde een aantal scènes uit de eerste helft, zoals de kruisiging van Conan (overigens rechtstreeks afkomst uit "A Witch Shall be Born") en het beklimmen van de Toren van de Slangen. Aan het begin van de film zitten een aantal scènes over Conans jeugd. Deze scènes van de hand van Stone werden door Milius uitgebreid met de tienerjaren van de barbaar, zijn slavernij en training als gladiator. Als fan van Japanse regisseurs als Akira Kurosawa en Masaki Kobayashi gebruikte Milius ook thema's uit hun film, zoals Kurosawa's Seven Samurai uit 1954. Ook liet Milius zich inspireren door de romans van Spague de Camp en Lin Carter over Conan zoals het verwerven van een zwaard uit "The Thing in the Crypt". Ook bracht Milius de achtergrond van Conan weer terug naar de tijd die Howard had bedacht, de samenleving tussen Atlantis en de opkomst van de eerste beschavingen.

### Inspiratiebonnen
De Conanfiguur in de film is volgens John Milius gebaseerd op de helden uit de Noorse mythen. Anders dan in Howards verhalen wordt Conan afgevoerd in slavernij, en wacht hij rustig zijn tijd af om te ontsnappen. Howards held zou nooit een slaaf zijn geworden. De heldin Valeria is een samenvoeging van twee personages uit Howards verhalen. Haar naam komt van de helpster van Conan in het verhaal "Red Nails" en haar persoonlijkheid is afkomstig van Bêlit, de piratenkoningin uit "Queen of the Black Coast". Zij is een amazone, een vrouwelijke krijger, in alle opzichten is ze de gelijke van Conan. De dief Subotai is geïnspireerd door generaal Subotai, de generaal van Dzjengis Khan en komt niet voor in de verhalen van Howard. De gezworen vijand van Conan is Thulsa Doom, een samensmelting van twee personages uit Howards verhalen. De naam Thulsa Doom komt van een schurk uit de verhalen rondom Kull, de voorganger van Conan, maar de persoonlijkheid is geleend van Thoth-Amon, de schurk uit "The Phoenix on the Sword". De slangencultus van Thulsa Doom werd door Milius gehaald uit de cultussen van de Thuggee in India en de Assassijnen uit het Midden-Oosten.

## Acteurs

### Conan
Al in de preproductie in 1975 waren producenten Pressman en Summer al bezig met de hoofdrol. Diverse acteurs als, Charles Bronson, Sylvester Stallone, en William Smith werden in overweging genomen. Het was echter een documentaire over bodybuilding Pumpin Iron die de aandacht vestigde op Arnold Schwarzenegger uit Oostenrijk. Schwarzenegger leek sprekend op de Conan die Frazatta schilderde op de omslagen van de Conanromans. De bodybuilder kreeg 250.000 dollar om Conan te spelen. In zijn contract werd opgenomen dat hij niet mocht spelen in andere sword & sorceryfilms. Regisseur Milius was minder blij met de Oostenrijker. Hij wilde eigenlijk een meer atletische acteur voor de rol. Hij zette Schwarzenegger op een dieet en liet hem 15 kg afvallen, vervolgens kreeg de bodybuilder een uitgebreid trainingsprogramma in touwklimmen, paardrijden en zwemmen. In 1980 trainde hij ook zijn stem om los te komen van zijn Oostenrijkse accent. Regisseur Milius besloot hier toe toen hij maar niet begreep wat Schwarzenegger bedoelde met de tekst "dair vimen". Het bleek dat de Oostenrijker zei 'their woman" (hun vrouwen). Tijdens de opnamen oefende Milius elke lange monoloog van Schwarzenegger zeker veertig keer.

### Valeria en Subotai
Schwarzenegger was niet de enige debutant, ook voor surfer Gerry Lopez (Subotai) en danseres Sandahl Bergman (Valeria) was Conan the Barbarian hun eerste grote film. Sandahl had een rolletje gehad in All That Jazz (1979) en was aanbevolen door regisseur Bob Fosse. Lopez had eerder zichzelf gespeeld in Big Wednesday van John Milius. Milius wilde acteurs die fris tegenover hun rol stonden en nog niet beïnvloed waren door vooroordelen. Gezien de geringe ervaring van Lopez en Sandahl was hij bezorgd dat sommige delen van het scenario te moeilijk waren en hier en daar veranderde hij de tekst om de acteurs tegemoet te komen. Ook verwachtte hij veel van de invloed van meer ervaren acteurs die hij had ingehuurd. Uiteindelijk werd de stem van Gerry Lopez nagesynchroniseerd door toneelacteur Sab Shimino.

### Tulsa Doom en koning Osric
Voor de rollen van Tulsa Doom en Osric waren acteurs als Sean Connery Stirling Hayden en John Huston in de race. Maar uiteindelijk ging de rol van koning Osric naar de Zweedse acteur Max von Sydow en de rol van Tulsa Doom naar James Earl Jones. Jones was ook in de race voor de rol van Grendel in een film. Het bleek echter dat Grendel een animatiefilm zou worden waarop Jones koos voor Conan. Wel regelde hij met Milius dat zijn opnameschema niet zou botsen met zijn verplichtingen om op te treden op Broadway in het toneelstuk "A Lesson to Aloes" van Athol Fugard. De acteur raakte bevriend met Arnold Schwarzenegger en ontfermde zich over hem. De Oostenrijker kreeg waardevolle tips van Jones op het gebied van acteren.

## Productie

### Opnamen
De opnamen vonden plaats in Spanje (rond Madrid en Almería) tussen januari en mei 1981. Aanvankelijk wilde men in het toenmalige Joegoslavië opnemen, maar voordat men afreisde overleed de president van het land Josip Broz Tito en ontstond angst over de politieke situatie. Om alles weer te verhuizen naar Spanje leidde tot vertraging. De filmploeg en apparatuur arriveerde in september en de opnamen begonnen op 7 januari 1981. Er werd 11 miljoen dollar uitgetrokken voor de opnamen in Spanje. 3 miljoen dollar werd besteed aan de bouw van 49 sets door zo'n 200 medewerkers uit Engeland, Italië en Spanje. Een grote opslagplaats bij Madrid werd gebruikt voor interieuropnamen van de Toren der Slangen en de tempel van Tulsa Doom. In een verlaten hangar van de Torrejón vliegbasis werd een schaalmodel op ware grootte gebouwd van de Toren der Slangen. Het geheel was 12 meter hoog. Ten zuiden van Segovia bouwde de filmploeg een compleet dorp na in een woud dicht bij het skioord Valsain. In de buurt. De scènes met de heks werden opgenomen bij de Ciudad Encantada rotsen in Cuenca. De kruisiging van Conan werd opgenomen in de duinen aan de kust van Almería. Milius huurde 1500 Spaanse figuranten in. Halverwege mei werden de opnamen in Spanje afgerond. Studio-opnamen werden gemaakt in de Shepperton Studio's in Engeland in oktober 1980. De nabewerking duurde langer dan de opnamen. Meer dan een jaar werd gewerkt aan de montage, waarbij diverse gruwelijke en gewelddadige scènes werden geschrapt.

### Decors, kostuums, decorstukken
Alle sets werden ontworpen door Ron Cobb en waren gebaseerd op Middeleeuwse culturen als die van de Vikingen en Mongolen en de schilderijen van Frank Frazetta met Conan als onderwerp. Cobb wilde een soort cultuur laten zien die gebaseerd was op zijn eigen fantasie, maar wel realistisch en met historische wortels. Bij voorkeur wilde hij geen Grieks-Romeinse invloeden. Voor de Boom der Ellende werden lagen van gips aangebracht over een skelet van hout en staal. Om te voorkomen dat de schaduwen zouden verspringen tijdens de drie dagen durende opnamen, werd de "boom" geplaatst op een draaibaar plateau. Schwarzenegger nam steeds plaats op een fietszadel dat aan de boom was bevestigd terwijl zijn polsen en voeten met imitatie spijkers aan de boom leken bevestigd. Voor de vervaardiging van de Tempel van Set (50 meter breed en 22 meter hoog) was 350.000 dollar nodig en verder hout, houtlakken, en beton. Er zat een trap van 120 treden aan vast. De kleding van de auteurs moest een authentieke en verweerde uitstraling hebben en dus lieten de producenten de acteurs de kleding zo veel mogelijk dragen, ook tijdens de repetities en waar mogelijk in hun vrije tijd.

### Wapens
De vervaardiger van de verschillende decorstukken Tim Huchthausen werkte samen met smid Jody Samson om de twee zwaarden van Conan te smeden. In totaal werd acht zwaarden gemaakt, van elk exemplaar vier. Ze kostten uiteindelijk 10.000 dollar per stuk. Ron Cobb had de twee zwaarden ontworpen en getekend, het zwaard van Conans vader (The Master's Sword) en het zwaard dat Conan in de tombe vindt (The Atlantean Sword). De kling van elk zwaard werd met de hand uit ongelegeerd staal gesneden en vervolgens met vuur bewerkt. Het heft werd gebeeldhouwd met behulp van de "verlorenwasmethode". De zwaarden waren zwaar en niet uitgebalanceerd, hierdoor waren ze niet bruikbaar voor de vele filmgevechten. Afgesproken werd dat de stalen zwaarden alleen werden gebruikt voor de close-ups. Voor de rest van de opnamen werd gebruikgemaakt van lichtere exemplaren van aluminium en fiberglas. Deze exemplaren wogen 1,4 kilo. Ze hadden verder een extra trucje. Aan het eind van het zwaard was in een holte varkensbloed aangebracht, dit bloed kon naar buiten worden gespoten door de gebruiker als hij of zij zogenaamd een tegenstander raakte.

### Speciale effecten
Tijdens de kruisigingsscène wordt Schwarzenegger in zijn rol als Conan belaagd door een gier. Een mechanische gier werd gebruikt voor de opnamen waar de vogel in zijn wonden pikt. Vervolgens werd een dode gier gebruikt voor een close-upopname van de gier die in zijn keel pikt. Vervolgens werd een pop met onderdelen van de dode gier gebruikt voor de scène waar Schwarzenegger de strot van de gier doorbijt. Na de opnamen moest de acteur direct zijn mond uitspoelen om ziektes te voorkomen. Delen van mensen werden vervaardigd door make-upspecialist Carlo de Marchis en gebruikt in de gevechts- en kannibalistische scènes. De Marchis was ook betrokken bij de onthoofdingscènes in de film. James Earl Jones hakte in zijn rol van Tulsa Doom het hoofd van Conans moeder af. Hiervoor werd eerst een doorzichtig plexiglas schild tussen Jones en actrice Nadiuska gehouden om het zwaard tegen te houden, waarna een nagemaakt hoofd op de grond viel in het zicht van de camera. Voor close-ups was een hoofd beschikbaar dat via verborgen draden bloed kon laten stromen uit de mond en ogen. Als Schwarzenegger het hoofd van Tulsa Doom afhakt, slaat hij in werkelijkheid in op een pop, waarvan het hoofd via een verborgen kabel werd weggetrokken.
Voor het gevecht in de Toren der Slangen werd een mechanische slang van 11 meter vervaardigd. Het model kostte 20.000 dollar, had een diameter 76 cm en een kop van 61 bij 76 cm. Het skelet was gemaakt van duralumin, dat ook wordt gebruikt in vliegtuigrompen, met daarover heen een huid van gevulkaniseerd rubber. In totaal werd drie slangen gemaakt. Een die kon bewegen, een die stil bleef liggen en een die werd onthoofd door Conan. De transformatie van Tulsa Doom in een grote slang werd gerealiseerd met behulp van namaak ledematen, echte en namaakslangen, miniaturen en cameratrucks. Acteur Jones werd eerst gefilmd, vervolgens werd hij vervangen door een hol frame met een rubbermasker. Een pop met een slangenkop werd tegen het masker geduwd om zo de indruk te geven dat Dooms gezicht veranderde in een slangenkop. Vervolgens werd het hoofd vervangen door de mechanische slang, terwijl het frame van een afstand werd weggeslagen. Een echte slang werd vervolgens gefilmd op een miniatuurset.
Omdat grote sets duur waren, bouwde het team speciale effecten ook een aantal miniatuurscènes, waarbij zo gefilmd werd de sets levensgroot leken. Specialist Emilio Ruiz bouwde verschillende modellen op school en zette die vlak voor de camera. In totaal bouwde hij acht miniatuursets, zoals een paleis van 1,2 meter en de stad van Shadizar die zelfs in miniatuur nog 11 m² besloeg. In de postproductie werden effecten toegevoegd door Peter Kurans Visual Concepts Engineering (VCE), zoals een glinstering in de ogen van de slangen en de geesten in de scène bij de tombe.

### Stunts
Arnold Schwarzenegger, Sandahl Bergman en Gerry Lopez deden hun eigen stunts. Ze kregen een uitgebreide gevechtstraining en zwaardles van Kiyoshi Yamazaki, karatekampioen en zwaardvechter.
De drie oefenden elke gevechtshandeling zeker 15 keer voordat Milius het gevecht opnam. Stuntcoördinator Terry Leonard werkte nauw met Yamazaki samen voor de choreografie van de zwaardgevechten. De man van de speciale effecten, Nick Allder had een speciale camera laten komen de 'mini-jib', een elektronische camera gemonteerd op gemotoriseerde lichtgewicht kraan die op afstand kon worden bestuurd en dicht bij de stuntmensen kon komen zonder gevaar voor de cameraman. Bij een van de opnames raakte een stuntman zwaargewond toen hij met zijn gezicht vol werd geraakt door een rijdende camera. Schwarzenegger raakte gewond aan zijn rug toen twee grote honden onverwacht op zijn rug sprongen en hij van de rots viel die hij beklom om aan dieren te ontkomen. Het bleek dat de dieren eigenlijk ongeschikt waren voor stunts. Ze vielen zelfs hun trainer aan. Aan de andere kant waren er ook leuke momenten. Stuntvrouw Corrie Jansen brak het record vrije val dat op 55 meter stond, toen ze van een rots af moest springen.

## Vervolg
In 1984 kwam er een vervolg, genaamd Conan the Destroyer, weer met Schwarzenegger in de hoofdrol. Hoewel er gepraat werd over een derde film, bleef deze uit. Wel kwam in 2011 een nieuwe versie uit van Conan the Barbarian . Van 1983 tot 1993 werd in de Universal Studio in Hollywood elke dag een liveshow rond Conan opgevoerd onder de titel "The Adventures of Conan: A Sword and Sorcery"